# جيري مور (لاعب كرة قدم أمريكية أمريكي)
جيري مور (بالإنجليزية: Jerry Moore)‏ هو لاعب كرة قدم أمريكية أمريكي، ولد في 18 يوليو 1939 في بونهام في الولايات المتحدة.

## وصلات خارجية
- جيري مور على موقع قاعة كارولاينا الشمالية للمشاهير الرياضية (الإنجليزية)